# Effetto Ringelmann

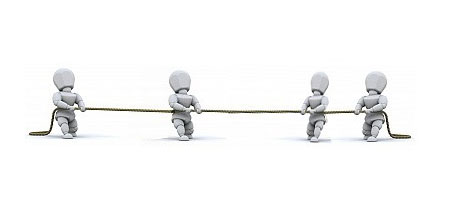
Il tiro alla fune è usato spesso come illustrazione dell'effetto Ringelmann

L'effetto Ringelmann è la tendenza dei membri individuali di un gruppo a divenire sempre meno produttivi quando la dimensione del loro gruppo aumenta. Questo effetto, scoperto dall'ingegnere agricolo francese Maximilien Ringelmann (1861–1931), illustra la relazione inversa che esiste tra la dimensione di un gruppo e l'ampiezza del contributo individuale dei membri del gruppo al completamento di un compito.

## La scoperta
Mentre studiava la relazione tra le perdite di processo (cioè le riduzioni di efficacia o di efficienza della prestazione) e la produttività di gruppo, Ringelmann (1913) trovò che far lavorare insieme i membri di un gruppo su un compito (ad es., tirare una fune) produce in realtà come risultato uno sforzo significativamente minore rispetto a quando i membri individuali stanno agendo da soli. Inoltre, Ringelmann scoprì che via via che si aggiungono sempre più persone a un gruppo, il gruppo diventa dempre meno efficiente, violando in definitiva la nozione che lo sforzo del gruppo e la partecipazione della squadra conduca in modo affidabile a uno sforzo accresciuto a favore dei membri.
Secondo Ringelmann (1913), i gruppi non riescono a raggiungere il loro pieno potenziale perché vari processi interpersonali sminuiscono l'abilità complessiva del gruppo. Specificamente, sono stati identificati due distinti processi come fonti potenziali per la ridotta produttività dei gruppi: la perdita di motivazione e i problemi di coordinazione.

### Perdita di motivazione

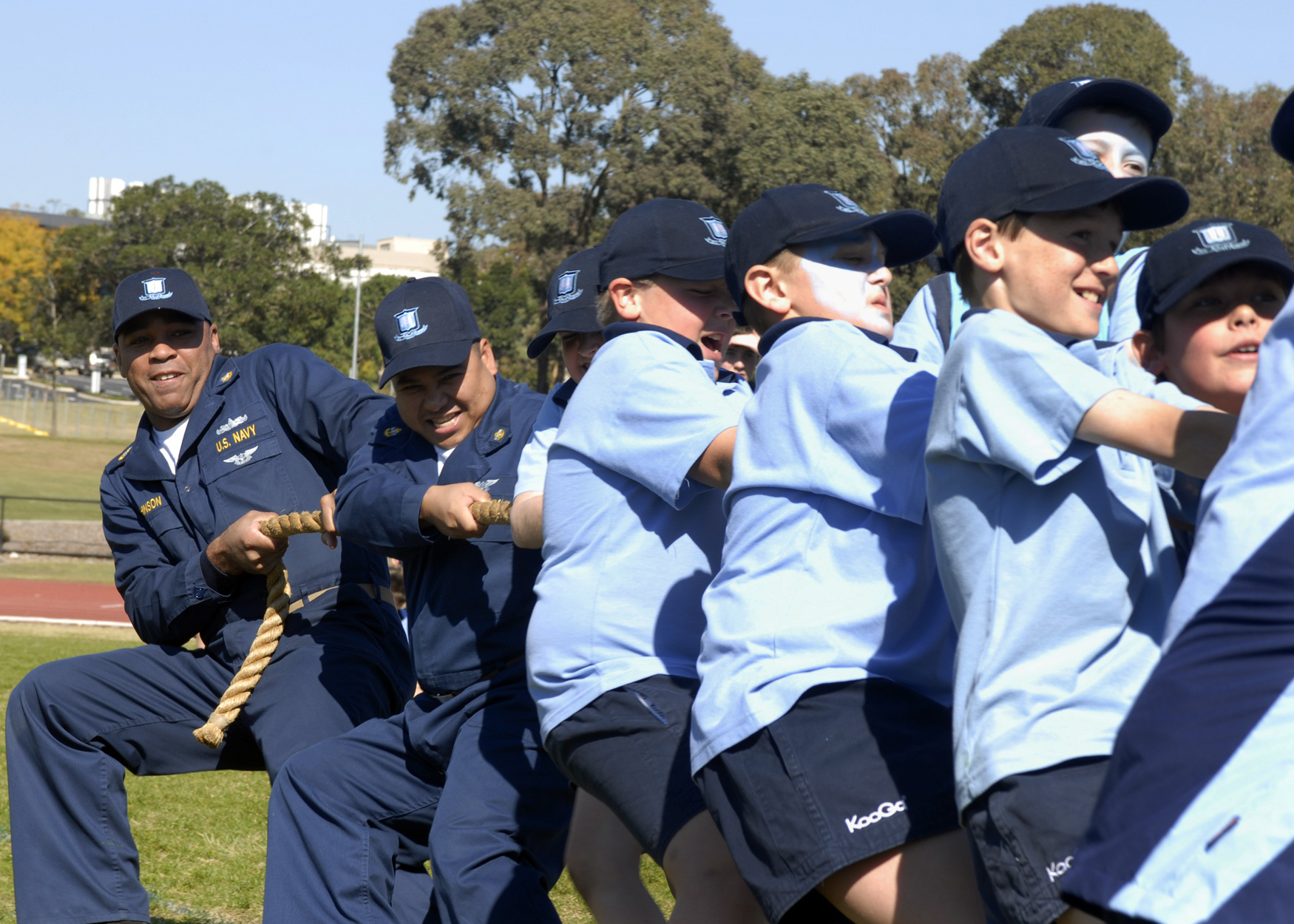
Quando più persone sono coinvolte in un compito, la loro prestazione media diminuisce, ciascun partecipante tendendo a credere che il proprio sforzo non sia critico.

La perdita di motivazione, o pigrizia sociale come è altrimenti nota, è la riduzione dello sforzo individuale esercitato osservata quando le persone lavorano in gruppi in confronto a quando lavorano da soli (Williams, Harkin e Latané, 1981). Secondo Ringelmann (1913), i membri del gruppo tendono a fare affidamento sui loro co-lavoratori o co-membri per fornire lo sforzo desiderato richiesto per un compito comune. Sebbene i membri del gruppo generalmente credano che stiano contribuendo al massimo potenziale quando glielo si chiede, le evidenze hanno indicato che i membri mostrano pigrizia perfino quando sono inconsapevoli che lo stanno facendo (Karau e Williams, 1993). Al fine di ridurre il livello di pigrizia sociale in un gruppo, sono apparse parecchie "soluzioni" nella letteratura sulla facilitazione sociale. Una selezione di queste soluzioni è la seguente:
- Aumentare l'identificabilità: quando le persone hanno la sensazione che le loro idee o prodotti siano identificabili (ad es., soggetti a valutazione), sono motivate a esercitare uno sforzo maggiore verso un compito di gruppo (Harkins e Jackson, 1985).[5] Questo perché le persone si preoccupano di essere valutate da altri (apprensione per la valutazione) quando un compito è semplice e indipendente, a loro volta aumentando la produttività attraverso la facilitazione sociale. Per lo stesso motivo, se un compito dovesse consentire ai membri del gruppo di rimanere anonimi (cioè, di rimanere sullo sfondo delle interazioni del gruppo e di contribuire in modi non rilevanti), essi sentirebbero minore pressione nell'essere valutati da altri, portando la pigrizia sociale e la ridotta produttività nel compito del gruppo (Forsyth, 2006).[1]
- Minimizzare il free-riding: gli individui che esibiscono pigrizia sociale tipicamente mancano di contribuire al livello richiesto perché credono che altri compenseranno la loro pigrizia. Perciò, ai singoli membri si dovrebbe dare l'impressione di essere una risorsa indipensabile del gruppo. Aumentando l'importanza percepita dei loro ruoli personali all'interno del gruppo, i membri tendono a lavorare di più per raggiungere gli obiettivi del gruppo (Kerr e Bruun, 1983).[6] Un effetto simile può essere raggiunto anche riducendo la dimensione del gruppo, perché quando la dimensione del gruppo si contrae, il ruolo di ciascun membro in quel gruppo diventa sempre più integrale, così che c'è meno opportunità per oziare (Forsyth, 2006).
- Fissare gli obiettivi: Secondo Harkins e Szymanski (1989), i gruppi che stabiliscono obiettivi chiari, espliciti tendono a ottenere prestazioni migliori rispetto ai gruppi che hanno perso di vista i loro obiettivi.[7] Si crede che fissare obiettivi non ambigui stimoli un assortimento di processi che accescono la produzione, compreso l'impegno aumentato verso il gruppo, la pianificazione completa e il monitoraggio della qualità del lavoro di gruppo e l'impiego migliorato degli sforzi (Weldon, Jehn e Pradhan, 1991).[8] Anche in questo caso, un effetto simile può essere raggiunto anche riducendo la dimensione del gruppo, il che rende l'impegno di ciascun membro più ampio e più difficile da scansare (Forsyth, 2006). A parte la chiarezza, è importante che gli obiettivi del gruppo siano impegnativi. Questo perché i compiti facili non necessitano un gruppo per completarli e forniscono così un'opportunità perché i membri possano oziare, mentre raggiungere gli obiettivi richiede la piena collaborazione di tutti i membri del gruppo (Forsyth, 2006). Ad esempio, non è necessario un gruppo per rispondere alla domanda "Che cos'è 2+2" e se un gruppo fosse creato per fare questo, soltanto un membro dovrebbe lavorare. Al contrario, un gruppo potrebbe essere necessario per completare esercizi di matematica degli integrali, perché questo obiettivo è ovviamente più impegnativo e richiede il contributo di tutti i membri (Forsyth, 2006).
- Aumentare il coinvolgimento: un'altra opzione per ridurre la pigrizia sociale è semplicemente di aumentare quanto i membri dei gruppi sono coinvolti nel compito o nell'obiettivo a portata di mano. Questo si può ottenere trasformando il compito in una competizione amichevole tra i membri del gruppo, o legando ricompense o punizioni al compito, condizionate alla prestazione del gruppo nel suo insieme (Forsyth, 2006). Allo stesso modo, anche la pigrizia può essere prevenuta convincendo i membri individuali del gruppo che l'obiettivo a portata di mano è importante, ma che i loro colleghi non sono motivati a raggiungere questo obiettivo, in un processo chiamato compensazione sociale (Forsyth, 2006).

### Perdita di coordinazione

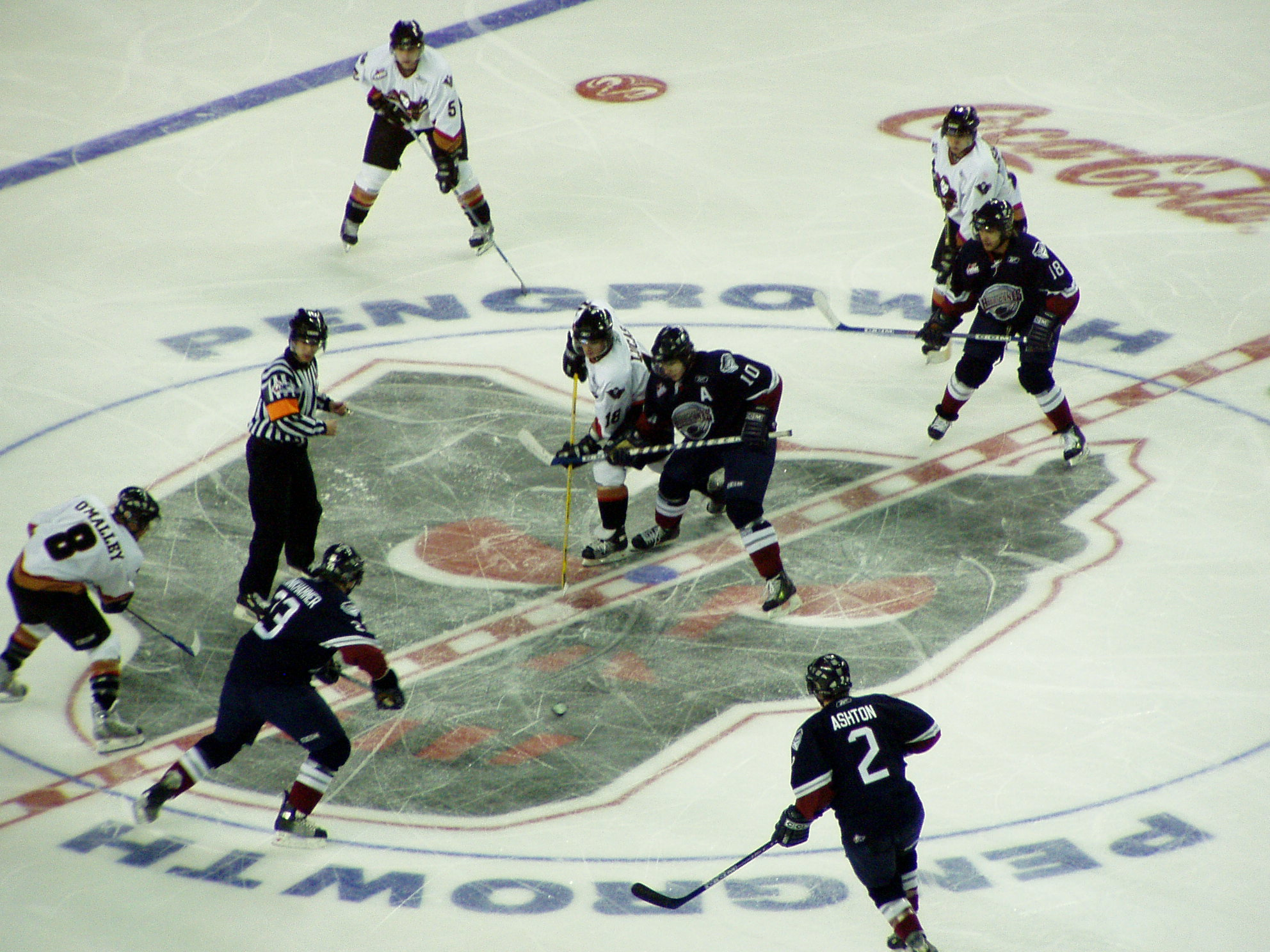
L'hockey su ghiaccio è un esempio di un'attività dove la coordinazione è critica per una prestazione efficiente. Ingaggio dei Calgary Hitmen e degli Lethbridge Hurricanes al Pengrowth Saddledome.

Quando gli individui si riuniscono in gruppi per svolgere un compito, la loro prestazione dipende dalle risorse individuali (ad es., talenti, abilità, sforzi) e dai vari processi interpersonali all'opera dentro il gruppo. Anche se i membri del gruppo possiedono le abilità e la perizia richieste per completare un compito assegnato, possono non riuscire a coordinare i loro sforzi in modo produttivo. Ad esempio, i tifosi di hockey possono pensare che una particolare squadra abbia le migliori possibilità di vincere la Stanley Cup semplicemente perché la squadra è composta di campioni. Tuttavia, in realtà, se i membri della squadra non sono in grado di sincronizzare efficacemente le loro azioni durante la partita, ne soffrirà la prestazione complessiva della squadra. Secondo Steiner (1972), i problemi di coordinazione tra i membri del gruppo sono una funzione delle esigenze dei compiti da eseguire. Se un compito è unitario (cioè, non può essere spezzato in sottocompiti per i membri individuali), richiede la massimizzazione del prodotto per avere successo (cioè, un alto tasso di quantità di produzione) e richiede l'interdipendenza tra i membri per generare un prodotto di gruppo, la prestazione potenziale del gruppo si basa sulle abilità dei membri di coordinarsi tra loro.

## Supporto empirico
Le successive ricerche hanno aiutato l'ulteriore sviluppo della teoria sull'effetto Ringelmann. Soprattutto, Ingham, Levinger, Graves e Peckham (1974) scoprirono che i membri del gruppo continuano ad esibire riduzioni di forza nel tiro alla fune anche dopo essere stati posti in pseudogruppi (cioè, gruppi composti di complici degli sperimentatori e di un solo, vero partecipante). Nel loro studio, Ingham et al. (1974) ordinarono ai loro collaboratori di fingere di tirare una fune simulando uno sforzo, suggerendo così al vero partecipante che tutti i membri stessero lavorando insieme. Ciò che qui si rivela d'interesse è che, poiché non c'era virtualmente nessuna coordinazione tra il partecipante e i "complici" (costoro non stavano fisicamente prendendo parte alle azioni), la scarsa comunicazione non può rendere conto della diminuzione dello sforzo. Perciò, Ingham et al. (1974) supportano l'asserzione che le perdite motivazionali determinino in gran parte la diminuzione della prestazione di un individuo quando agisce come membro di un gruppo.